# Versor cuaterniónico
En matemáticas, un versor (cuaterniónico) es un cuaternión de norma unidad (o cuaternión unitario). Cada versor tiene la forma  

{\displaystyle q=\exp(a\mathbf {r} )=\cos a+\mathbf {r} \sin a,\quad \mathbf {r} ^{2}=-1,\quad a\in [0,\pi ],}

donde la condición {\displaystyle \mathbf {r} ^{2}=-1} significa que {\displaystyle \mathbf {r} } es un "vector" cuaternión de longitud unitaria (o que la primera componente de {\displaystyle \mathbf {r} } es cero y los tres últimas componentes de {\displaystyle \mathbf {r} } forman un vector unitario de tres dimensiones). La rotación tridimensional correspondiente tiene un ángulo de 2a alrededor del eje {\displaystyle \mathbf {r} } en la representación de eje–ángulo. En el caso a = π/2 (un ángulo recto), entonces {\displaystyle q=\mathbf {r} }, y el vector unitario resultante se denomina versor recto.  
La colección de versores con la multiplicación de cuaterniones forma un grupo, y el conjunto de versores es una 3-esfera en el álgebra de cuaterniones de cuatro dimensiones.  

## Presentación en 3- y 2-esferas

arco AB + arco BC = arco AC

Hamilton denotó el versor de un cuaternión q con el símbolo U q. De esta manera pudo expresar el cuaternión general en forma de coordenadas polares
q = T q U q,
donde T q es la norma de q. La norma de un versor siempre es igual a uno; por lo tanto, ocupan la 3-esfera unitaria en {\displaystyle \mathbb {H} }. Ejemplos de versores incluyen los ocho elementos del grupo de cuaterniones. De particular importancia son los versores rectos, que tienen ángulo π/2. Estos versores tienen parte escalar igual a cero y, por lo tanto, son vectores de longitud uno (vectores unitarios). Los versores rectos forman una esfera de raíces cuadradas de −1 en el álgebra de cuaterniones. Los generadores i, j, y k son ejemplos de versores rectos, al igual que sus inversos aditivos. Otros versores incluyen los veinticuatro cuaterniones de Hurwitz que tienen norma 1 y forman los vértices de un 24-celda policorónico.
Hamilton definió un cuaternión como el cociente de dos vectores. Un versor puede definirse como el cociente de dos vectores unitarios. Para cualquier plano fijo Π, el cociente de dos vectores unitarios que yacen en Π depende únicamente del ángulo (dirigido) entre ellos, el mismo a que en la representación de vector unitario–ángulo explicada arriba. Por eso puede resultar natural entender los versores correspondientes como arcos dirigidos  que conectan pares de vectores unitarios y yacen sobre un círculo máximo formado por la intersección de Π con la esfera unitaria, donde el plano Π pasa por el origen. Arcos de la misma dirección y longitud (o, lo mismo, ángulo subtendido en radianes) son equipolentes y corresponden al mismo versor.
Tal arco, aunque yace en el espacio tridimensional, no representa el trayecto de un punto rotando como se describe con el producto sandwichado con el versor. De hecho, representa la acción de multiplicación izquierda del versor en los cuaterniones que preserva el plano Π y el círculo máximo correspondiente de 3-vectores. La rotación tridimensional definida por el versor tiene un ángulo dos veces el ángulo subtendido del arco y preserva el mismo plano. Es una rotación alrededor del vector correspondiente r, que es perpendicular a Π.  
Sobre tres vectores unitarios, Hamilton escribe
{\displaystyle q=\beta :\alpha =OB:OA\quad } y
{\displaystyle q'=\gamma :\beta =OC:OB\quad } implican
{\displaystyle q'q=\gamma :\alpha =OC:OA~.}
La multiplicación de cuaterniones de norma uno corresponde a la "suma" (no conmutativa) de arcos de círculos máximos en la esfera unitaria. Cualquier par de círculos máximos es el mismo círculo o tiene dos puntos de intersección. Por lo tanto, siempre se puede mover el punto B y el vector correspondiente a uno de estos puntos de manera que el inicio del segundo arco sea el mismo que el final del primer arco.  
Una ecuación  
{\displaystyle \exp(c\ \mathbf {r} )\ \exp(a\ \mathbf {s} )=\exp(b\ \mathbf {t} )\ }
especifica implícitamente la representación de vector unitario–ángulo para el producto de dos versores. Su solución es un caso de la fórmula general de Campbell–Baker–Hausdorff en la teoría de grupos de Lie. Como la 3-esfera representada por los versores en {\displaystyle \ \mathbb {H} \ } es un grupo de Lie de 3 parámetros, la práctica con composiciones de versores es un paso hacia la teoría de Lie. Evidentemente, los versores son la imagen de la aplicación exponencial aplicada a una bola de radio π en el subespacio de vectores de los cuaterniones.  
Los versores se componen como los arcos de vectores mencionados anteriormente, y Hamilton se refirió a esta operación de grupo como "la suma de arcos", pero como cuaterniones, simplemente se multiplican.  
La geometría del espacio elíptico ha sido descrita como el espacio de los versores.

### Representación de SO(3)
El grupo ortogonal en tres dimensiones, grupo de rotación SO(3), se interpreta frecuentemente con versores mediante el automorfismo interno {\displaystyle \ q\mapsto u^{-1}q\ u\ }, donde u es un versor. De hecho, si  

{\displaystyle \ u=\exp(a\ \mathbf {r} )} y el vector s es perpendicular a r,

entonces  

{\displaystyle u^{-1}\mathbf {s} \ u=\mathbf {s} \ \cos(2a)+\mathbf {s} \ \mathbf {r} \ \sin(2a)\ }

por cálculo. El plano {\displaystyle \ \{\ x+y\ \mathbf {r} \ :\ (x,y)\in \mathbb {R} ^{2}\ \}\subset \mathbb {H} \ } es isomorfo a {\displaystyle \ \mathbb {C} \ }, y el automorfismo interno, por conmutatividad, se reduce a la identidad en ese plano.  
Dado que los cuaterniones pueden interpretarse como un álgebra de dos dimensiones complejas, la acción de grupo de rotación también puede verse a través del grupo unitario especial SU(2).  
Para un r fijo, los versores de la forma {\displaystyle \ \exp(a\ \mathbf {r} )\ } donde {\displaystyle \ a\in \left(-\pi ,\pi \ \right]\ ,} forman un subgrupo isomorfo al grupo del círculo. Las órbitas de la acción de multiplicación izquierda de este subgrupo son fibras de un fibrado sobre la 2-esfera, conocido como fibración de Hopf en el caso  r = i  ; otros vectores dan fibraciones isomorfas, pero no idénticas. (Lyons, 2003) ofrece una introducción elemental a los cuaterniones para esclarecer la fibración de Hopf como una aplicación sobre cuaterniones unitarios. Escribe: "las fibras de la aplicación de Hopf son círculos en S3 ".
Los versores se han utilizado para representar rotaciones de la esfera de Bloch mediante la multiplicación de cuaterniones.

### Espacio elíptico de Riemann
La utilidad de los versores ilustra la geometría elíptica, en particular el espacio elíptico, un ámbito tridimensional de rotaciones. Los versores son los puntos de este espacio elíptico, aunque se refieren a rotaciones en el espacio euclidiano de 4 dimensiones. Dados dos versores fijos u y v, la aplicación {\displaystyle \ q\mapsto u\ q\ v\ } es un movimiento elíptico. Si uno de los versores fijos es 1, entonces el movimiento es una traslación de Clifford del espacio elíptico, nombrada en honor a William Kingdon Clifford, quien fue un defensor de este espacio. Una línea elíptica a través del 0versor u es {\displaystyle \ \{\ u\ \exp(a\ \mathbf {r} )\ :\ 0\leq a<\pi \ \}~.} El paralelismo en este espacio se expresa mediante paralelos de Clifford. Uno de los métodos para visualizar el espacio elíptico utiliza la transformación de Cayley para mapear los versores a {\displaystyle \ \mathbb {R} ^{3}~.}

### Subgrupos
El conjunto de todos los versores, con su multiplicación como cuaterniones, forma un grupo continuo G. Para un par fijo {\displaystyle \ \{-\mathbf {r} ,+\mathbf {r} \ \}\ } de versores rectos, {\displaystyle \ G_{1}=\{\ \exp(a\ \mathbf {r} )\ :\ a\in \mathbb {R} \ \}\ } es un subgrupo de un parámetro que es isomorfo al grupo del círculo.  
Consideremos ahora los subgrupos finitos, más allá del grupo de cuaterniones Q8:
Como señaló Hurwitz, los 16 cuaterniones {\displaystyle \ {\tfrac {\ 1\ }{2}}\left(\pm \mathbf {1} \pm \mathbf {i} \pm \mathbf {j} \pm \mathbf {k} \right)\ } tienen norma uno, por lo que están en G. Junto con Q8, estos cuaterniones de Hurwitz unitarios forman un grupo G2 de orden 24 llamado grupo binario tetraédrico. Los elementos del grupo, tomados como puntos en S3, forman una 24-celda.  
Mediante un proceso de bitruncación de la 24-celda, se obtiene la 48-celda sobre G, y estos versores se multiplican como el grupo binario octaédrico.  
Otro subgrupo está formado por 120 icosianos, que se multiplican de acuerdo con el grupo binario icosaédrico.

## Versor hiperbólico
Un versor hiperbólico es una generalización de los versores cuaterniónicos a los grupos ortogonales indefinidos, como el grupo de Lorentz.  
Se define como una cantidad de la forma  
{\displaystyle \exp(a\mathbf {r} )=\cosh a+\mathbf {r} \sinh a~~} donde {\displaystyle ~~\mathbf {r} ^{2}=+1~.}
Tales elementos surgen en las álgebras partidas, como los números complejos partidos o los cuaterniones partidos. Fue en el álgebra de tesarines, descubierta por James Cockle en 1848, donde aparecieron por primera vez los versores hiperbólicos. De hecho, Cockle escribió la ecuación anterior (con j en lugar de r) cuando descubrió que los tesarines incluían un nuevo tipo de elemento imaginario.  
Este versor fue usado por Homersham Cox (1882/1883) en relación con la multiplicación de cuaterniones. El principal defensor de los versores hiperbólicos fue Alexander Macfarlane, quien trabajó para adaptar la teoría de cuaterniones al servicio de la ciencia física. Macfarlane percibió el poder de los versores hiperbólicos al operar en el plano de números complejos partidos, y en 1891 introdujo los cuaterniones hiperbólicos para extender el concepto al espacio 4-dimensional. Los problemas en esa álgebra llevaron al uso de bicuaterniones después de 1900. En una reseña ampliamente difundida, Macfarlane escribió:  
... la raíz de una ecuación cuadrática puede ser de naturaleza versor o de naturaleza escalar. Si es de naturaleza versor, entonces la parte afectada por el radical involucra el eje perpendicular al plano de referencia, y esto es así, ya sea que el radical involucre la raíz cuadrada de menos uno o no. En el primer caso, el versor es circular; en el segundo, hiperbólico.
Hoy en día, el concepto de un grupo de un parámetro subsume los conceptos de versor y versor hiperbólico, ya que la terminología de Sophus Lie ha reemplazado a la de Hamilton y Macfarlane.  
En particular, para cada r tal que r r = +1 o r r = −1, la aplicación {\displaystyle a\mapsto \exp(a\,\mathbf {r} )} lleva la línea real a un grupo de versores hiperbólicos u ordinarios. En el caso ordinario, cuando r y −r son antípodas en una esfera, los grupos de un parámetro tienen los mismos puntos, pero están dirigidos en sentidos opuestos. En física, este aspecto de la simetría rotacional se denomina doblete.  
(Robb, 1911) definió el parámetro de rapidez, que especifica un cambio en el marco de referencia. Este parámetro de rapidez corresponde a la variable real en un grupo de un parámetro de versores hiperbólicos. Con el desarrollo posterior de la relatividad especial, la acción de un versor hiperbólico llegó a denominarse boost de Lorentz.

## Teoría de Lie
Sophus Lie tenía menos de un año cuando Hamilton describió por primera vez los cuaterniones, pero el nombre de Lie se ha asociado con todos los grupos generados por exponentiación. El conjunto de versores con su multiplicación ha sido denotado como Sl(1,q) por (Gilmore, 1974). Sl(1,q) es el grupo lineal especial de una dimensión sobre cuaterniones, siendo "especial" porque todos los elementos tienen norma uno. Este grupo es isomorfo a SU(2,c), un grupo unitario especial, una designación frecuentemente usada dado que los cuaterniones y versores a veces son considerados arcaicos en teoría de grupos. El grupo ortogonal especial SO(3,r) de rotaciones en tres dimensiones está estrechamente relacionado: es una imagen homomórfica 2:1 de SU(2,c).  
El subespacio {\displaystyle \ \{\ xi+yj+zk\ :\ x,y,z\in \mathbb {R} \ \}\subset \mathbb {H} \ } se denomina álgebra de Lie del grupo de versores. El producto conmutador {\displaystyle [u,v]=uv-vu\ ,} es simplemente el doble del producto cruz de dos vectores, lo que forma la operación de multiplicación en el álgebra de Lie. La estrecha relación con SU(1,c) y SO(3,r) es evidente en el isomorfismo de sus álgebras de Lie.
Los grupos de Lie que contienen versores hiperbólicos incluyen el grupo en la hipérbola unitaria y el grupo unitario especial SU(1,1).  

## Etimología
La palabra deriva del latín versari = "girar" con el sufijo -or que forma un sustantivo a partir del verbo (es decir, versor = "el que gira"). Fue introducida por William Rowan Hamilton en la década de 1840 en el contexto de su teoría de los cuaterniones.  

## Versores en álgebra geométrica
El término "versor" se generaliza en la álgebra geométrica para indicar un elemento {\displaystyle R} del álgebra que puede expresarse como el producto de vectores invertibles, {\displaystyle R=v_{1}v_{2}\cdots v_{k}}.
Así como un versor cuaterniónico {\displaystyle u} puede usarse para representar una rotación de un cuaternión {\displaystyle q}, mediante la aplicación {\displaystyle q\mapsto u^{-1}qu}, un versor {\displaystyle R} en álgebra geométrica puede usarse para representar el resultado de {\displaystyle k} reflexiones sobre un elemento {\displaystyle A} del álgebra, mediante la aplicación {\displaystyle A\mapsto (-1)^{k}RAR^{-1}}.  
Una rotación puede considerarse el resultado de dos reflexiones, por lo que un versor cuaterniónico {\displaystyle u} puede identificarse como un 2-versor {\displaystyle R=v_{1}v_{2}} en el álgebra geométrica de tres dimensiones reales {\displaystyle {\mathcal {G}}(3,0)}.  
En una desviación de la definición de Hamilton, los versores multivectoriales no están obligados a tener norma unitaria, solo a ser invertibles. Sin embargo, la normalización puede ser útil, por lo que resulta conveniente designar los versores como versores unitarios en un álgebra geométrica si {\displaystyle R{\tilde {R}}=\pm 1}, donde la tilde denota la reversión del versor.  